# Affari al volante
Affari al volante (Flipping Bangers) è una serie televisiva inglese, trasmessa in prima visione nel Regno Unito dal 2018 su Blaze. Il programma è presentato da Gus Gregory e Will Trickett. In Italia è stata trasmessa dal 2021.

## Il programma
Il programma parla di due meccanici, Will e Gus, che hanno lasciato il loro posto fisso per mettersi in proprio: per guadagnare devono comprare a poco per rivendere a tanto. Ogni episodio Will e Gus cercano sul web un'auto usata che costi poco e che piaccia, possibilmente, ad entrambi; una volta comprata l'auto, la portano in officina per restaurarla dopo aver messo l'annuncio di vendita sul web. Entrambi, alternandosi, si occupano di reperire i pezzi mancanti. Dopo il restauro provano l'auto e successivamente viene venduta. Il restauro dell'auto dura cinque giorni.

## Episodi
Ogni stagione contiene 10 episodi.
| Stagione         | Episodi | Prima TV UK | Prima TV Italia |
| ---------------- | ------- | ----------- | --------------- |
| Prima stagione   | 10      | 2018        | 2021            |
| Seconda stagione | 10      | 2019-2020   | 2021            |
| Terza stagione   | 10      | 2021-2022   | 2022            |

### Bonus
- Citroen XM
- Rover
- Audi Quattro

## Doppiatori italiani
| Doppiatori     | Nomi          |
| -------------- | ------------- |
| Saverio Indrio | Gus Gregory   |
| Dario Oppido   | Will Trickett |